# Juan Cuervo Paso
Juan Cuervo Paso (Badajoz, 23 de julio de 1827 - ibidem, 24 de septiembre de 1883) fue un matador de toros español. Tras muchos años como novillero, tomó la alternativa a los 41 años en la plaza de toros de Olivenza, el 29 de junio de 1868 de la mano de Cuchares. El 9 de septiembre de 1883 en la plaza de toros de Alburquerque (Badajoz), resultó volteado por un toro de la ganadería de don Escolástico Rubio, no sufrió cornada pero si un importante traumatismo, pues el animal lo lanzó a una distancia considerable, falleció el 24 de septiembre de 1883 en el Hospital San Sebastián de Badajoz como consecuencia del trauma. Además de ser torero, desempeñó a lo largo de su vida diferentes actividades, siendo durante muchos años el encargado de abrir la puerta de chiqueros en la plaza de toros de Badajoz.